# Sixx:A.M.
Sixx:A.M. é uma banda estado-unidense de hard rock formada por Nikki Sixx, baixista e fundador da banda de Hard Rock Mötley Crüe, DJ Ashba e James Michael. A banda tem esse título pela junção do sobrenome de Nikki Sixx com as iniciais dos sobre-nomes do DJ Ashba e James Michael. Em 2007 a banda lançou o álbum The Heroin Diaries Soundtrack baseado no livro de Sixx e fizeram uma turnê pelos anos de 2007 e 2008. Em maio de 2011 a banda lançou seu segundo álbum, o This Is Gonna Hurt que teve grande repercussão e em pouco tempo foi muito bem recebido pelo público.
Em agosto de 2014, a banda lançou seu terceiro álbum de estúdio, chamado Modern Vintage. Já em abril de 2016 é lançado o quarto album de estúdio da banda, intitulado Prayers For The Damned.
Seu single "Life Is Beutiful" foi certificado com um disco de ouro pela Recording Industry Association of America.

## Integrantes
- Nikki Sixx - baixo
- James Michael - guitarra, vocal
- DJ Ashba - guitarra, bateria

Sixx:A.M. Live @ Rock im Park 2016
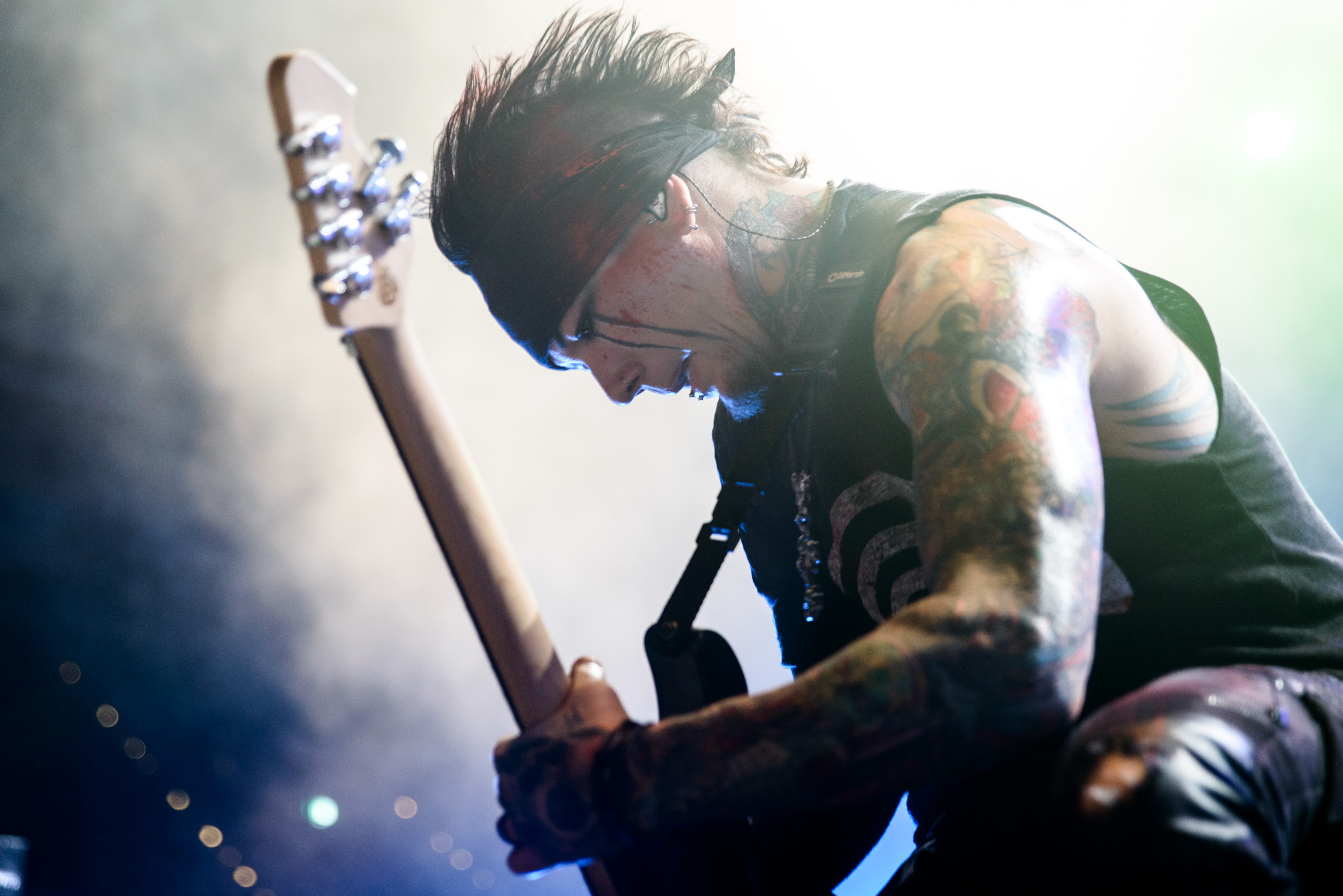
DJ Ashba
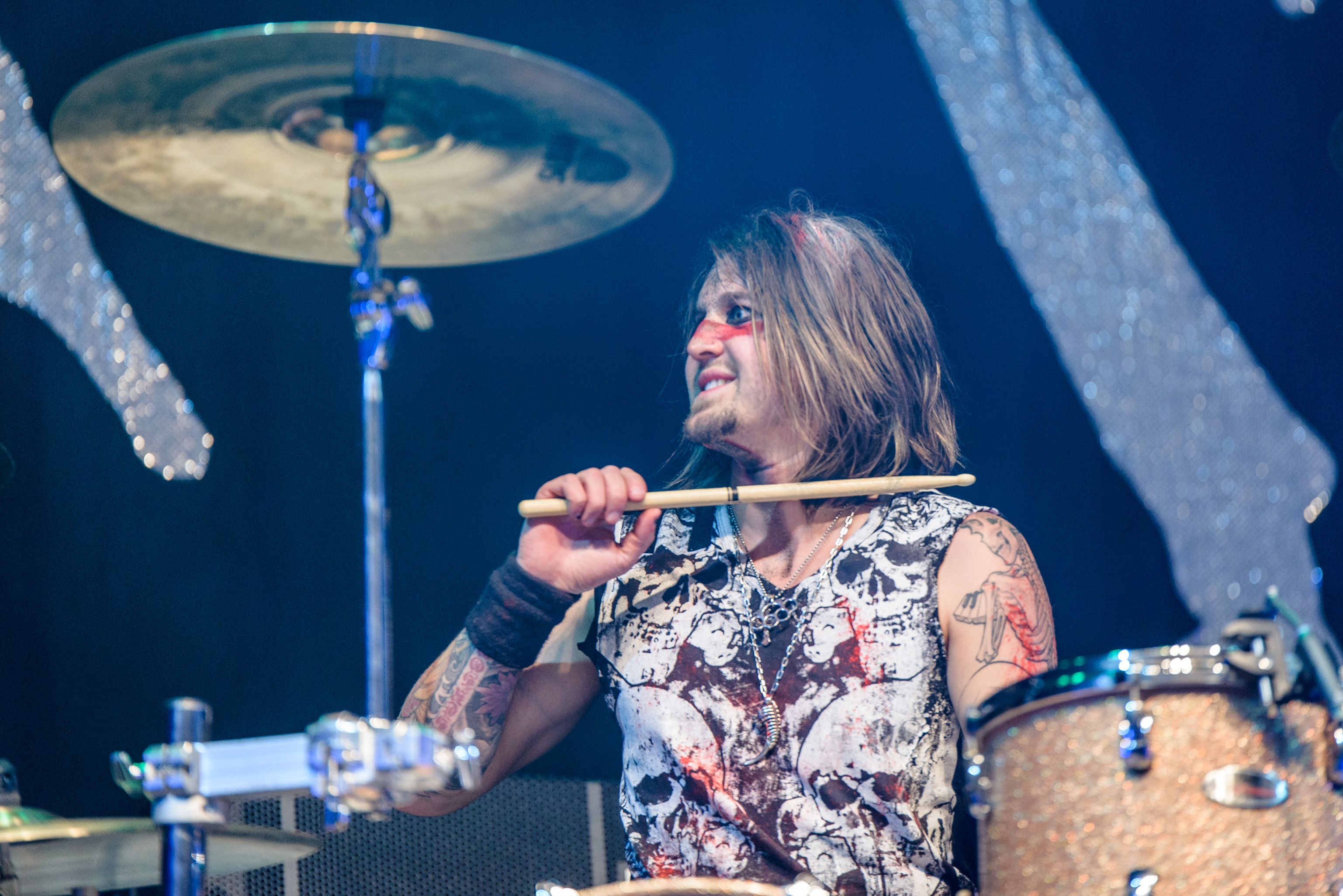
Dustin Steinke (Tourband)
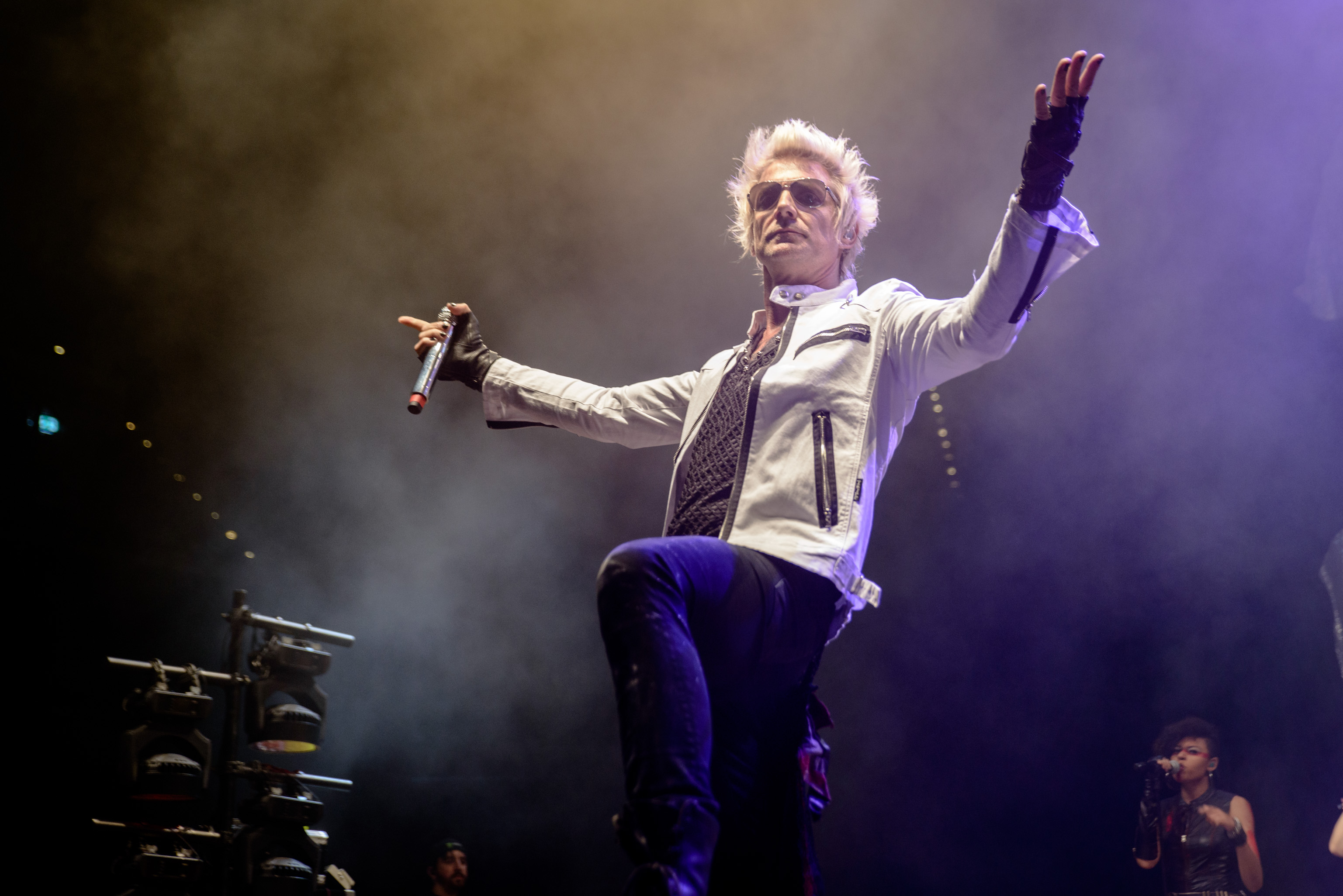
James Michael
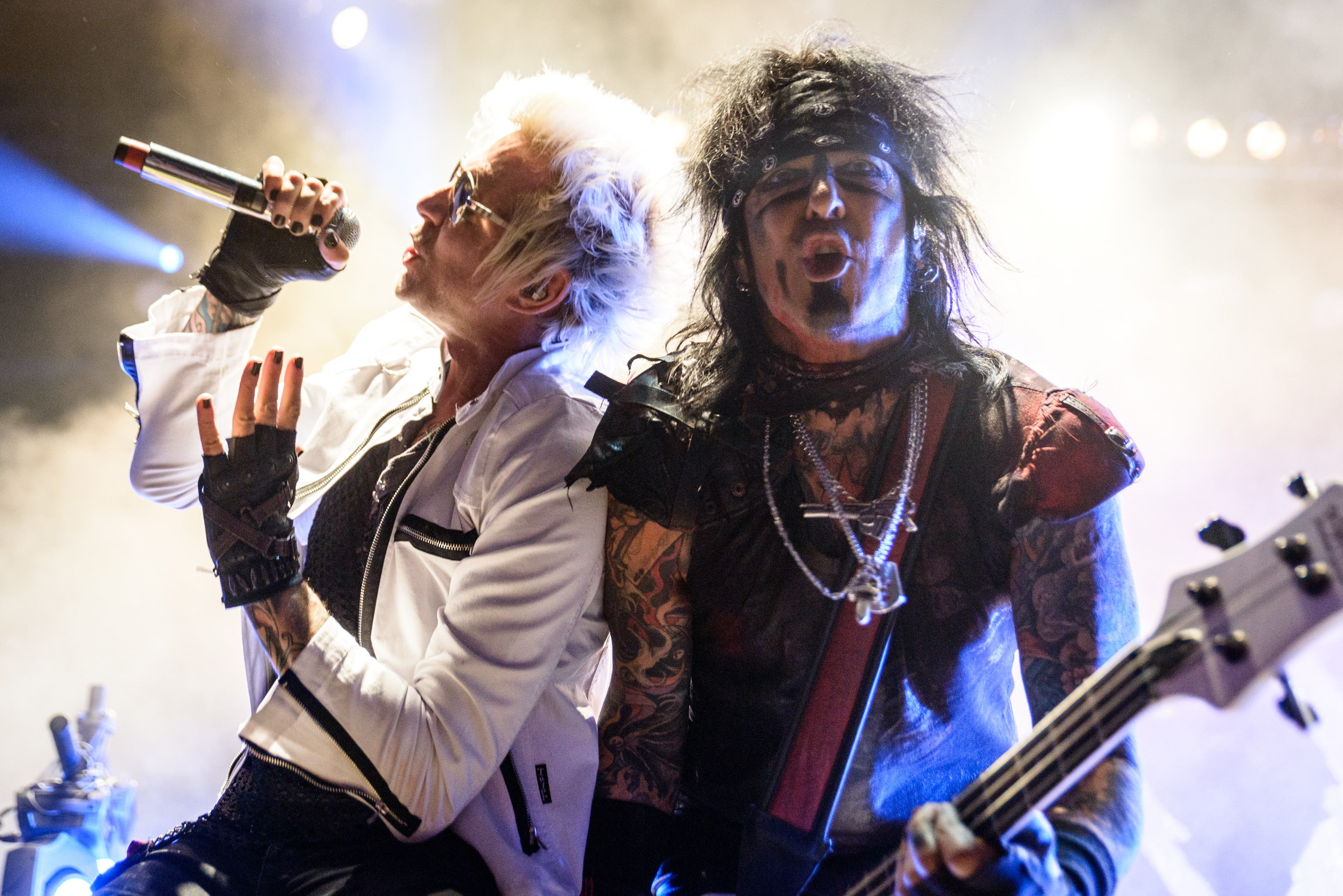
Nikki Sixx (re)

## Discografia

### Álbuns de estúdio
- 2007 - The Heroin Diaries Soundtrack
- 2011 - This Is Gonna Hurt
- 2014 - Modern Vintage
- 2016 - Prayers for the Damned, Vol. 1
- 2016 - Prayers for the Blessed, Vol. 2

### EPs
| Ano  | Detalhes do álbum |
| ---- | --- |
| 2008 | The Heroin Diaries - X-Mas In Hell - Lançamento: 10 de Junho de 2008 - Gravadora: Eleven Seven Music - Formato: Digital Download |
| 2008 | Live Is Beautiful - Lançamento: November 25, 2008 - Gravadora: Eleven Seven Music - Formato: CD                                  |

### Álbuns de vídeo
| Ano  | Detalhes do álbum                                                                                            |
| ---- | --- |
| 2009 | Crüe Fest - Lançamento: March 24, 2009 - Gravadora: Mötley Records\|Mötley/Eleven Seven Music - Formato: DVD |

### Singles
| Ano  | Título                 | Posições | Posições | Posições | Posições | Posições | Álbum                         |
| Ano  | Título                 | US       | US Mod   | US Main  | UK       | UK Rock  | Álbum                         |
| ---- | ---------------------- | -------- | -------- | -------- | -------- | -------- | ----------------------------- |
| 2007 | "Life Is Beautiful"    | 104      | 25       | 2        | 58       | 3        | The Heroin Diaries Soundtrack |
| 2008 | "Pray for Me"          | —        | —        | 29       | —        | —        | The Heroin Diaries Soundtrack |
| 2008 | "Tomorrow"             | —        | —        | 13       | 70       | 15       | The Heroin Diaries Soundtrack |
| 2008 | "Accidents can Happen" | —        | —        | —        | 74       | —        | The Heroin Diaries Soundtrack |